# Bob- und Skeleton-Weltmeisterschaften 2025/Skeleton (Mixed)
Der Skeleton-Wettbewerb im Mixed-Team bei den Bob- und Skeleton-Weltmeisterschaften 2025 wurde am 8. März 2025 in der Olympia-Bobbahn Mount Van Hoevenberg in Lake Placid ausgetragen.
Das US-amerikanische Duo Mystique Ro und Austin Florian gewannen den Titel und sorgten so für den ersten Erfolg für die USA in diesem Wettbewerb überhaupt.  Der deutsche Verband, der alle vier vorherigen Austragungen gewinnen konnte, blieb ohne Medaille.  Für das beste Ergebnis sorgten Jacqueline Pfeifer und Christopher Grotheer auf Platz vier.  Der Brite Matt Weston gewann gemeinsam mit seiner Partnerin Tabitha Stoecker die Silbermedaille.  Weston musste sich damit zum dritten Mal in Folge mit Platz zwei im Mixed-Team-Wettbewerb begnügen.  Das zweite britische Team wurde wegen Gewichtsüberschreitung disqualifiziert.

## Ergebnisse
| Rang | #  | Team                                                 | Lauf Frau | Lauf Frau | Lauf Mann | Lauf Mann | Gesamt     | Gesamt      |
| Rang | #  | Team                                                 | Zeit (s)  | Rang      | Zeit (s)  | Rang      | Zeit (min) | Defizit (s) |
| ---- | -- | ---------------------------------------------------- | --------- | --------- | --------- | --------- | ---------- | ----------- |
| 1    | 11 | USA 1Mystique Ro Austin Florian                      | 58,15     | 2         | 56,38     | 4         | 1:54,53    | –           |
| 2    | 14 | Großbritannien 1Tabitha Stoecker Matt Weston         | 58,31     | 4         | 56,32     | 3         | 1:54,63    | 0,10        |
| 3    | 12 | China 2Zhao Dan Lin Qinwei                           | 58,67     | 9         | 56,14     | 1         | 1:54,81    | 0,28        |
| 4    | 16 | Deutschland 2Jacqueline Pfeifer Christopher Grotheer | 58,22     | 3         | 56,72     | 6         | 1:54,94    | 0,41        |
| 5    | 9  | Italien 2Valentina Margaglio Mattia Gaspari          | 58,59     | 7         | 56,57     | 5         | 1:55,16    | 0,63        |
| 5    | 13 | Deutschland 1Susanne Kreher Axel Jungk               | 58,09     | 1         | 57,07     | 10        | 1:55,16    | 0,63        |
| 7    | 8  | Italien 1Alessia Crippa Amedeo Bagnis                | 59,15     | 11        | 56,20     | 2         | 1:55,35    | 0,82        |
| 8    | 10 | China 1Li Yuxi Chen Wenhao                           | 58,57     | 6         | 57,79     | 8         | 1:55,36    | 0,83        |
| 9    | 17 | Österreich 1Janine Flock Samuel Maier                | 58,62     | 8         | 56,75     | 7         | 1:55,37    | 0,84        |
| 10   | 5  | USA 2Kelly Curtis Daniel Barefoot                    | 58,84     | 10        | 57,26     | 11        | 1:56,10    | 1,57        |
| 11   | 7  | Österreich 2Julia Erlacher Alexander Schlintner      | 59,53     | 12        | 56,92     | 9         | 1:56,45    | 1,92        |
| 12   | 6  | TschechienAnna Fernstädt Timon Drahoňovský           | 58,47     | 5         | 58,45     | 15        | 1:56,92    | 2,39        |
| 13   | 1  | SpanienClara Aznar Adrían Rodríguez                  | 59,97     | 14        | 57,38     | 11        | 1:57,35    | 2,82        |
| 14   | 3  | Schweiz 2Sara Schmied Livio Summermatter             | 59,94     | 13        | 57,61     | 13        | 1:57,55    | 3,02        |
| 15   | 4  | Schweiz 1Julia Simmchen Vinzenz Buff                 | 1:00,23   | 16        | 57,61     | 13        | 1:57,84    | 3,31        |
| 16   | 2  | BelgienAline Pelckmans Colin Freeling                | 1:00,01   | 15        | 58,68     | 16        | 1:58,69    | 4,16        |
| –    | 15 | Großbritannien 2Amelia Coltman Marcus Wyatt          | DSQ       | DSQ       | DSQ       | DSQ       | DSQ        | DSQ         |